# Luc Sevenhans
Luc G.M.M. Sevenhans, né le 6 septembre 1954 à Brasschaat est un homme politique belge flamand, membre de la N-VA, transfuge du Vlaams Belang.

## Fonctions politiques
- Conseiller communal de Brasschaat.
- Député fédéral belge:
  - du 6 novembre 1997 au 18 mai 2003,
  - du 5 juin 2003 au 10 juin 2007,
  - du 28 juin 2007 au 6 mai 2010.
- Sénateur belge:
  - du 6 juillet 2010 au 9 octobre 2012, en remplacement de Philippe Muyters, ministre flamand, empêché.